# 이혼변호사는 연애중
《이혼변호사는 연애중》은 2015년 4월 18일부터 2015년 6월 14일까지 방영된 SBS 주말 특별기획 드라마 작품이다.

## 줄거리
미워하던 변호사를 부하직원으로, 무시하던 사무장을 직장상사로 맞게 된 남녀의 로맨스를 유쾌하게 그리는 드라마.

## 등장 인물

### 주요 인물
- 조여정 : 고척희 역 (아역 : 이빛나)

33세, 이혼전문 법률사무소 축복 대표 변호사
36세, 이혼전문 법률사무소 선택 사무장
- 연우진 : 소정우 역

30세, 이혼전문 법률사무소 축복 사무장
33세, 이혼전문 법률사무소 선택 변호사
- 심형탁 : 봉민규 역

35세, BF(Bong Family)로펌 변호사
38세, 이혼전문 법률사무소 선택 대표 변호사
- 왕지원 : 조수아 역

30세(33세), BF로펌 변호사

### 선택 사람들
- 황영희 : 윤정숙(45세) 역. 국장
- 이동휘 : 이경(28세, 31세) 역. 실장 (3년 전 축복 실장)
- 이열음 : 우유미(26세) 역. 서무

### 고척희의 주변 인물
- 맹상훈 : 고동산(65세, 68세) 역. 척희의 아버지, 자갈치 시장 ‘고씨네’ 운영
- 박준금 : 마동미(45세, 48세) 역. DK유통 사장, 마동구의 누나
- 이엘 : 한미리(38세, 41세) 역. 배우, 마동구의 전처
- 차엽 : 조유상 / 조민국(33세, 36세) 역. 모델 겸 탤런트, 소문 속 한미리의 내연남
- 양지원 : 유혜린(26세, 29세) 역. BF로펌 서무 (3년 전 축복 서무)
- 손세빈 : 고미희(29세, 32세) 역 (아역 : 추예진). 척희의 동생, 무직

### 소정우의 주변 인물
- 성병숙 : 장미화(60세, 63세) 역. 정우의 어머니, 함바집 운영

### 봉민규의 주변 인물
- 김갑수 : 봉인재(57세, 60세) 역. 민규의 아버지, BF로펌 대표
- 신하연 : 이하정(35세) 역. 민규의 약혼녀, DK 마동미의 조카

### 소송 관련자들
- 송영규 : 마동구 역 - 투신 자살한 DK 사장, 마동미의 남동생 (1~2회, 18회 특별출연)
- 오미연 : 황금순 역 - 이홍연의 어머니, 이혼 소송 고객 (2~3회 특별출연)
- 윤기원 : 강봉규 역 - 이홍연의 남편 (2~3회, 18회 특별출연)
- 정수영 : 이홍연 역 - 이혼 소송 고객 (2~3회, 18회 특별출연)
- 정은표 : 김관우 역 - 이연희의 남편 (3~5회 특별출연)
- 전수경 : 이연희 역 - 이혼 소송 고객 (3~5회 특별출연)
- 차승연 : 정분녀 역 - 김관우의 내연녀
- 심이영 : 복보혜 역 - 이혼 소송 고객 (5~6회 특별출연)
- 알렉스 : 노기수 역 - 복보혜의 남편, 필레마포비아(키스공포증) (5~6회 특별출연)
- 정석용 : 이재길 역 - 이혼 소송 고객 (6~7회 특별출연)
- 선우선 : 구애라 역 - 이재길의 아내 (6~7회 특별출연)
- 조양자 : 나선혜의 어머니 역 (8회 특별출연)
- 김정균 : 석을남 역 - 나선혜의 남편, 이혼 소송 청구(BF로펌) (8회 특별출연)
- 이혜은 : 나선혜 역 - 양육권 소송 고객 (8회 특별출연)
- 윤용현 : 간동재 역 - 조신희의 남편, 카사노바 (9~10회 특별출연)
- 소희정 : 조신희 역 - 양육권 소송 고객 (9~10회 특별출연)
- 손성윤 : 차유란 역 - 조유상(조민국)의 아내, 이혼 소송 고객 (9~13회, 17회 특별출연)
- 서민서 : 오소녀 역 - 간동재의 내연녀, 모델
- 이준혁 : 남계진 역 - 리복녀의 전남편, 이혼 무효소송 청구(BF로펌) (11회 특별출연)
- 서동원 : 한국남 역 - 리복녀의 남편 (11회 특별출연)
- 신동미 : 리복녀 역 (11회 특별출연)
- 민경진 : 반만조 역 (12회 특별출연)
- 박혜진 : 장금희 역 - 반만조의 아내, 이혼 소송 고객 (12회 특별출연)
- 김영훈 : 한대만 역 (13~14회 특별출연)
- 정애연 : 피혜영 역 - 한대만의 아내, 이혼 소송 고객 (13~14회 특별출연)
- 권기선 : 송무랑 역 - 문응해의 어머니 (15회 특별출연)
- 이용주 : 문응해 역 - 유혜린의 남편 (15회, 18회 특별출연)

### 그 외 인물
- 김추월 : 마트 주인 역
- 성찬호 : 횟집 손님 역
- 차미경 : 고척희의 어머니 역
- 김지영 : 김수지 역 - 이연희의 딸
- 강별 : 고소리 역 - 김관우 측 변호사 (4회 특별출연)
- 하승리 : 이강희 역 - 지하철 사고 생존자 역
- 김에이미 : 한미리의 딸 역
- 김호창 : 택배기사 역
- 김일중 : 프로그램 MC 역
- 인성호 : 동물 관련 의뢰인 역
- 이진목 : 참외 파는 상인 역
- 전헌태 : 지하철 사고 당시 명함을 받은 남자 역
- 김익태 : 판사 역
- 김종호 : 김 박사 역 - 봉민규의 주치의
- 조용준 : 간동재와 조신희의 아들 역
- 정명준 : 간동재에게 모델을 소개받은 남자 역
- 최영 : 형사 역
- 정영금 : 과일가게 주인 역
- 박팔영 : 고미희와 시비가 붙은 술집 손님 역
- 이선호 : 임태숙 역 - 한미리네 가사도우미
- 이지환 : 한유람 역 - 한미리의 아들
- 주동희 : 호텔 식당 직원 역
- 손희순 : 한대만과 피혜영의 맞은편 집주인 역
- 최나무 : 한대만과 피혜영의 맞은편 집주인의 딸 역
- 허정은 : 한초롱 역 - 한대만과 피혜영의 딸
- 최효상 : 박 박사 역 - 의사
- 민병애 : 두부 장인 역
- 서광재 : 공인중개사 역
- 최인숙 : 유혜린 시어머니의 대학동창 역
- 권영경 : 한미리의 별장 근처 이웃주민 역
- 육미라 : 주얼리 매장 점장 역
- 김현정 : 간호사 역
- 김재흠 : 공인중개사 역
- 정종우 : 마동미 측 심부름꾼 역

## 시청률
아래의 파란색 숫자는 '최저 시청률'이고, 빨간색 숫자는 '최고 시청률'입니다. 시청률조사회사와 지역별로 시청률에 차이가 있을 수 있습니다.
| 2015년      | 2015년      | 2015년                             | 2015년         | 2015년       | 2015년         | 2015년       |
| 회차        | 방송일      | 부제                               | TNmS 시청률    | TNmS 시청률  | AGB 시청률     | AGB 시청률   |
| 회차        | 방송일      | 부제                               | 대한민국(전국) | 서울(수도권) | 대한민국(전국) | 서울(수도권) |
| ----------- | ----------- | ---------------------------------- | -------------- | ------------ | -------------- | ------------ |
| 제1회       | 4월 18일    | 그 남자, 그 여자와 끝장내다        | 5.5%           | 6.2%         | 6.0%           | 6.3%         |
| 제2회       | 4월 19일    | 내 인생, 최악의 재회               | 4.7%           | 5.2%         | 5.5%           | 6.0%         |
| 제3회       | 4월 25일    | 악연도 두 번이면 필연이다          | 4.8%           | 5.3%         | 5.8%           | 6.2%         |
| 제4회       | 4월 26일    | 말괄량이 길들이기                  | 4.8%           | 5.9%         | 5.1%           | 6.1%         |
| 제5회       | 5월 2일     | 미안하단 말은 하기 힘들어          | 4.6%           | 5.2%         | 4.8%           | 5.4%         |
| 제6회       | 5월 3일     | 키스와 사랑의 상관관계             | 4.9%           | 5.1%         | 4.6%           | 4.8%         |
| 제7회       | 5월 9일     | 진실보다 중요한 건, 믿음           | 4.6%           | 5.5%         | 5.2%           | 6.1%         |
| 제8회       | 5월 10일    | 이의 있습니까?                     | 3.9%           | 4.6%         | 4.4%           | 5.0%         |
| 제9회       | 5월 16일    | 한 명만 사랑하는 자, 유죄?         | 4.3%           | 4.5%         | 4.0%           | 4.2%         |
| 제10회      | 5월 17일    | 당신의 손목을 잡아 줄 사람         | 3.9%           | 4.8%         | 4.7%           | 5.6%         |
| 제11회      | 5월 23일    | 두 여자 그리고, 두 남자            | 4.3%           | 4.7%         | 3.4%           | 3.9%         |
| 제12회      | 5월 24일    | 밥을 나누는 사이, 식구             | 3.9%           | 5.0%         | 4.3%           | 5.3%         |
| 제13회      | 5월 30일    | 헤어지는 이유, 헤어질 수 없는 이유 | 3.5%           | 4.1%         | 3.7%           | 4.2%         |
| 제14회      | 5월 31일    | 그냥 사랑하자                      | 4.2%           | 4.7%         | 4.6%           | 5.1%         |
| 제15회      | 6월 6일     | 또 다른 시작                       | 2.9%           | 3.0%         | 3.7%           | 3.8%         |
| 제16회      | 6월 7일     | 두려움을 사라지게 하는 사람        | 4.1%           | 5.2%         | 3.6%           | 4.6%         |
| 제17회      | 6월 13일    | 결혼은 현실이다                    | 3.0%           | 3.5%         | 3.4%           | 3.9%         |
| 제18회      | 6월 14일    | 당신과 나의 엔딩                   | 3.8%           | 4.7%         | 4.2%           | 5.1%         |
| 평균 시청률 | 평균 시청률 |                                    | 4.2%           | 4.8%         | 4.5%           | 5.1%         |

## 편성 및 연장
- 《떴다! 패밀리》의 후속작으로 편성되어 SBS 주말극장의 마지막 작품이 될 예정이었지만 《미녀의 탄생》의 후속작인 《내마음 반짝반짝》이 방송 전의 캐스팅 문제 뿐 아니라[3] 시작 뒤에는 공감을 얻지 못한 헐거운 이야기로 시청자들의 외면을 받아[4] 애국가 시청률로 고전을 면치 못한 채 축소(50 -> 26)되어 조기 종영되면서 SBS 주말 특별기획 드라마로 편성이 변경되었다.
- 2015년 6월 3일 : 이혼변호사는 연애중 방영 분량이 16부작에서 2회 연장되어 18부작으로 변경되어 방영하였다.

## 같이 보기
- 파랑새의 집 (KBS 2TV, 2015년 2월 21일 ~ 2015년 8월 9일)
- 여자를 울려 (MBC TV, 2015년 4월 18일 ~ 2015년 8월 30일)
- 징비록 (KBS 1TV, 2015년 2월 14일 ~ 2015년 8월 2일)
- 여왕의 꽃 (MBC TV, 2015년 3월 14일 ~ 2015년 8월 30일)